# Зейн Різерфорд
Зейн Аллен Різерфорд (англ. Zain Allen Retherford; нар. 21 травня 1995, Кеноша, Вісконсин) — американський борець вільного стилю, чемпіон та срібний призер чемпіонатів світу, Панамериканськи1 чемпіон, разовий срібний та разовий бронзовий призер Панамериканських ігор, бронзовий призер Кубку світу, учасник Олімпійських ігор.

## Життєпис
Зейн Різерфорд народився в Кеноші, штат Вісконсин, але в дитинстві переїхав у Пенсільванію, де виріс на сімейній гарбузовій фермі. Він згадує, що коли б у нього була можливість піти на тренування з боротьби, він йшов і тренувався, тому що це було легше, ніж працювати на фермі.
Після зіркової кар'єри в середній школі він вступив до інституту боротьби в Університеті штату Пенсільванія, де став триразовим національним чемпіоном NCAA і дворазовим володарем трофею Дена Ходжа в 2017 і 2018 роках як найкращий борець коледжу країни.
У 2012 році став чемпіоном світу серед кадетів. У 2022 році здобув срібну медаль чемпіонату світу на дорослому рівні. Наступного року став чемпіоном світу та Панамериканським чемпіоном. На Олімпійських іграх 2024 року в Парижі виступив невдало, посівши 13 місце. Спочатку Різерфорд програв чемпіону світу 2022 року Рахману Амузадхалі з Ірану з рахунком 8:0, який вийшов до фіналу. Тому американський спортсмен збирався змагатися у втішному турнірі за бронзову медаль. Він мав зустрітися з албанцем Ісламом Дудаєвим. Але знявся зі змаань. Він отримав струс мозку під час тренування перед Олімпійськими іграми та згодом одужав. Однак під час його поєдинку з іранцем симптоми повернулися. Тому після консультації з медичним персоналом було прийнято рішення про те, що Різерфорд зніметься з турніру.
Виступає за борцівський клуб «Nittany Lion» Університету штату Пенсільванія.

## Спортивні результати на міжнародних змаганнях

### Виступи на Олімпіадах
| Змагання                    | Збірна | Вагова категорія          | Місце |
| --------------------------- | ------ | ------------------------- | ----- |
| Літні Олімпійські ігри 2024 | США    | вільна боротьба, до 65 кг | 13    |

### Виступи на Чемпіонатах світу
| Змагання                        | Збірна | Вагова категорія          | Місце  |
| ------------------------------- | ------ | ------------------------- | ------ |
| Чемпіонат світу з боротьби 2017 | США    | вільна боротьба, до 65 кг | 11     |
| Чемпіонат світу з боротьби 2019 | США    | вільна боротьба, до 65 кг | 26     |
| Чемпіонат світу з боротьби 2022 | США    | вільна боротьба, до 70 кг | Срібло |
| Чемпіонат світу з боротьби 2023 | США    | вільна боротьба, до 70 кг | Золото |

### Виступи на Панамериканських чемпіонатах
| Змагання                                   | Збірна | Вагова категорія          | Місце  |
| ------------------------------------------ | ------ | ------------------------- | ------ |
| Панамериканський чемпіонат з боротьби 2022 | США    | вільна боротьба, до 70 кг | 6      |
| Панамериканський чемпіонат з боротьби 2023 | США    | вільна боротьба, до 70 кг | Золото |

### Виступи на Кубках світу
| Змагання                    | Збірна | Вагова категорія | Місце  |
| --------------------------- | ------ | ---------------- | ------ |
| Кубок світу з боротьби 2019 | США    | команда          | Бронза |

### Виступи на інших змаганнях
| Змагання                                                      | Збірна | Вагова категорія          | Місце  |
| ------------------------------------------------------------- | ------ | ------------------------- | ------ |
| Міжнародний меморіал Дейва Шульца 2015                        | США    | вільна боротьба, до 65 кг | 4      |
| Олімпійські випробування США 2016                             | США    | вільна боротьба, до 65 кг | Бронза |
| Гран-прі Іспанії з боротьби 2017                              | США    | вільна боротьба, до 65 кг | Золото |
| Гран-прі «Іван Яригін» 2019                                   | США    | вільна боротьба, до 65 кг | 8      |
| Турнір Яшара Догу 2019                                        | США    | вільна боротьба, до 65 кг | 7      |
| Турнір Аланії з боротьби 2019                                 | США    | вільна боротьба, до 65 кг | 7      |
| Меморіал Маттео Пелліконе 2020                                | США    | вільна боротьба, до 65 кг | Бронза |
| Олімпійський кваліфікаційний турнір з боротьби 2020 (Оттава)  | США    | вільна боротьба, до 65 кг | Бронза |
| Турнір Дана Колова — Николи Петрова 2022                      | США    | вільна боротьба, до 70 кг | Золото |
| Турнір Зухає Сгає 2022                                        | США    | вільна боротьба, до 70 кг | Золото |
| Олімпійський кваліфікаційний турнір з боротьби 2024 (Стамбул) | США    | вільна боротьба, до 65 кг | Бронза |

### Виступи на змаганнях молодших вікових груп
| Змагання                                      | Збірна | Вагова категорія          | Місце  |
| --------------------------------------------- | ------ | ------------------------- | ------ |
| Чемпіонат світу з боротьби серед кадетів 2012 | США    | вільна боротьба, до 63 кг | Золото |